# Pelina truncatula
Pelina truncatula är en tvåvingeart som beskrevs av Friedrich Hermann Loew 1878. Pelina truncatula ingår i släktet Pelina och familjen vattenflugor. Inga underarter finns listade i Catalogue of Life.